# Jacques III (roi de Chypre)
Pour les articles homonymes, voir Jacques III.
Jacques III de Lusignan, dit le posthume, né le 6 juillet 1473, mort le 26 août 1474 à l'âge de un an, roi de Chypre (1473-1474), fils de Jacques II de Chypre et de Catherine Cornaro. Sa mère lui succéda.